# Tipi di località abitate della Russia
Le località abitate della Russia vengono classificate in vari tipi a seconda delle loro caratteristiche demografiche ed economiche.

## Inquadramento storico
Durante l'era sovietica ogni repubblica autonoma nell'ambito dell'Unione (inclusa quindi la Repubblica Russa) indicava le proprie modalità di classificazione delle località abitate.
Dopo la dissoluzione dell'Unione Sovietica, all'interno del territorio russo questo compito venne delegato ad ogni singolo soggetto federale. Nonostante alcune differenze locali, il sistema attualmente utilizzato dalla maggioranza dei soggetti federali è sostanzialmente basato su quello sovietico.

## Divisioni
I centri abitati sono dovunque distinti primariamente in urbani e rurali; suddivisioni ulteriori possono variare leggermente, come criteri e denominazioni, a livello di ogni singola unità amministrativa.

### Località urbane
I centri considerati come urbani vengono divisi principalmente in due categorie: città (in russo город?, gorod) e insediamento urbano (in russo городское поселение?, gorodskoe poselenie).

#### Città
Le città della Russia sono classificate in base al loro livello di giurisdizione: 
- città amministrativamente dipendenti dalla divisione di secondo livello di appartenenza (la oblast', il territorio, la repubblica autonoma o il circondario autonomo);
- città amministrativamente dipendenti dalla divisione amministrativa di terzo livello (rajon di appartenenza oppure circondari urbani di pari livello).
- città poste sotto il diretto controllo del governo federale; sono in generale insediamenti di rilievo a livello nazionale per scopi militari, energetici, ecc. Sono spesso dichiarate città chiuse (sigla in russo ZATO, Zakrytye Administrativno-Territorial'nye Obrazovanija); rilevanti eccezioni sono rappresentate da Mosca, San Pietroburgo e Sebastopoli, che costituiscono divisioni amministrative di primo livello a sé stanti, ovvero città federali della Russia

Al 1º gennaio 2010 le località con status di città nel territorio russo erano 1 099.

#### Insediamento urbano
L'insediamento urbano (in russo городское поселение?, gorodskoje posjeljenije) è una tipologia di comune della Russia. Introdotto nell'ordinamento sovietico nel 1924, contraddistingue un insediamento non agricolo generalmente di minori dimensioni rispetto alla città. Gli insediamenti urbani hanno una popolazione generalmente superiore ai 3 000 abitanti, quantomeno al momento in cui ricevono questo status. Esistono infatti numerosi casi di insediamenti urbani, soprattutto nelle zone remote della Russia, che hanno subito un tale spopolamento dopo la dissoluzione dell'Unione Sovietica da arrivare ad avere poche decine di abitanti senza che venisse mutato il loro status; come caso estremo si può citare l'insediamento urbano di Beličan, nella oblast' di Magadan, che all'inizio del 2010 era completamente spopolato.
Al 1º gennaio 2010, nel territorio della Federazione Russa c'erano 1 295 località con lo status di insediamento urbano.

### Località rurali

#### Insediamento rurale

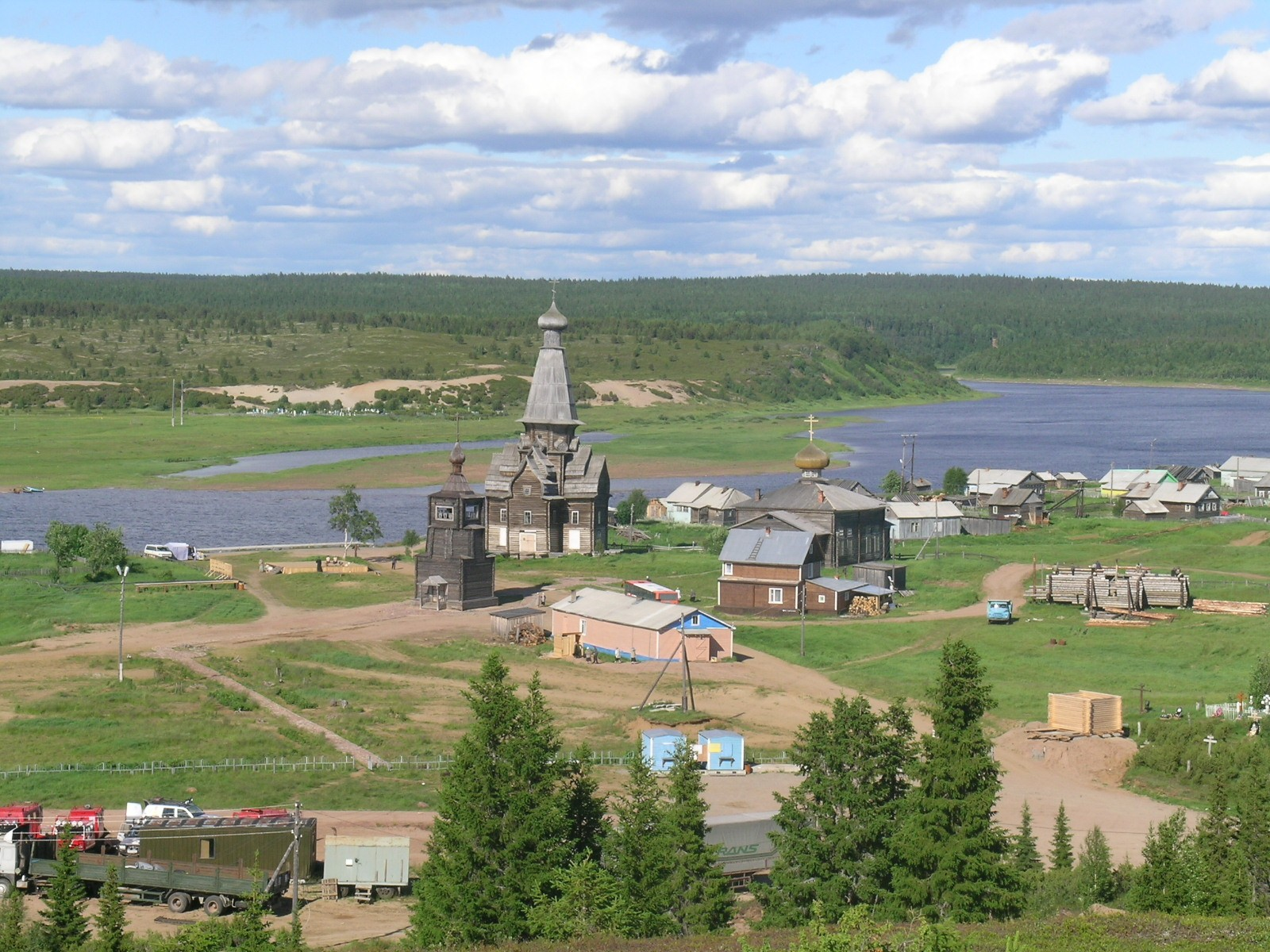
Il villaggio di Varzuga, nell'oblast' di Murmansk.

L'insediamento rurale (in russo сельское поселение?, sel'skoje posjeljenije) è una tipologia di comune della Russia. Nel dettaglio, esistono numerose varianti di insediamento rurale in Russia, alcune comuni in tutto il Paese ed altre caratteristiche solo di una determinata zona. Alcune caratteristiche dell'insediamento rurale sono dovute a ragioni climatiche: nelle zone fredde, come ad esempio il bacino di Mosca, dove il clima e la povertà del suolo podzolico non consentivano la sopravvivenza di una famiglia esclusivamente attraverso le attività agricole, si sviluppò un insediamento rurale in villaggi piccoli ma accentrati, con scarsa presenza di fattorie sparse. Queste erano, al contrario, diffuse nelle regioni meridionali e nell'Ucraina, dove invece il clima più caldo e la fertile terra nera delle steppa rendevano redditizia l'agricoltura a livello familiare.
Le denominazioni caratteristiche degli insediamenti rurali russi sono:
- villaggio: i villaggi vengono indicati con i termini di selo (село) e di derevnja (деревня); la distinzione, in passato, veniva effettuata basandosi sulla presenza (selo) o meno (derevnja) di una chiesa. Un selo è generalmente di dimensioni maggiori di una derevnja; più villaggi vicini formano un selsovjet (consiglio rurale o consiglio di villaggio), una delle unità amministrative di base delle zone rurali russe.
- stanica[3] (станица): indica una tipologia di insediamento agricolo caratteristica delle zone ciscaucasiche di antico stanziamento cosacco; consiste in un villaggio agricolo (di dimensioni generalmente maggiori di quelle di un villaggio medio della Russia centrale) circondato da fattorie;
- chutor: termine caratteristico delle zone meridionali russe, indica una grossa fattoria popolata da una sola famiglia; un raggruppamento di chutor intorno ad un villaggio centrale dava origine ad una stanica;
- sloboda: storicamente il termine indicava un insediamento mercantile a cui venivano concesse esenzioni e facilitazioni di natura fiscale; è oggi in uso con il significato generico di villaggio;
- altre denominazioni, in uso nelle regioni di antica colonizzazione di popolazioni di lingua turca o iranica, come aul, aal e kišlak.

## Denominazioni storiche

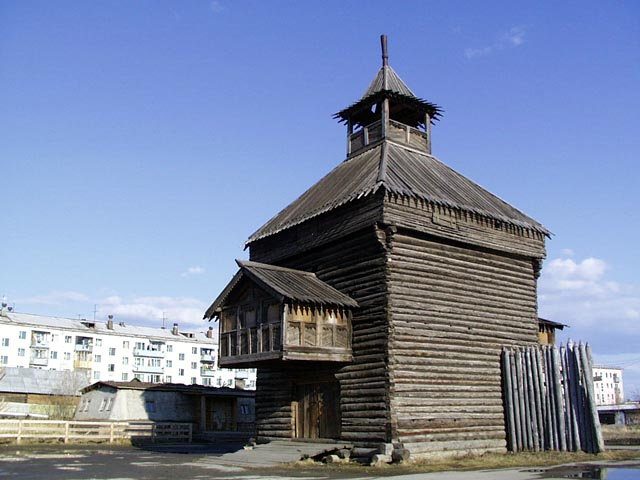
La torre dell'ostrog di Jakutsk.

Altre denominazioni sono state usate nel corso della storia russa. Gli insediamenti fortificati costruiti durante le avanzate russe nelle zone di nuova colonizzazione prendevano vari nomi: un fortino molto primitivo, costruito molto rapidamente con tronchi grezzi, veniva chiamato ostrog; questo poi poteva svilupparsi in un insediamento fortificato più grande che veniva chiamato krepost'; un krepost' di notevoli dimensioni, circondato da alcuni insediamenti suburbani (posad), veniva chiamato kreml'.
Nelle zone occidentali dell'impero russo e dell'Unione Sovietica venivano chiamati shtetl gli insediamenti dove risiedeva una quota rilevante di popolazione di religione ebraica.